# Acrefloden
Acrefloden (spanska: Rio Acre) är en 650 kilometer lång flod i centrala Sydamerika. Flodens källa finns i Peru och den rinner österut för att där bilda bilda gräns mellan Bolivia och Brasilien. Den fortsätter genom de brasilianska delstaterna Acre och Amazonas innan den slutligen mynnar ut i floden Purus. Floden är farbar från deltat till Chapuryfloden (480 kilometer), och ännu längre under regnperioden. Acre var en viktig transportled under slutet av 1800-talet på grund av upptäckten av gummiträdet.
Den så kallade Acrefrågan var en politisk tvist mellan Bolivia, Peru och Brasilien, som pågick från den spanska koloniseringen av Amerika fram till att en slutlig uppgörelse nåddes 1909. Frågan gällde områdestillhörigheter kring Amazonflodens biflöden där Acre var en av floderna.
Under 1800-talet förekom gränsstridigheter mellan Bolivia, som floden egentligen tillhörde enligt gamla fördrag sedan 1867, och Brasilien, varifrån koloniseringen av området utgick. Då Bolivia ville göra gällande sina höghetsrättigheter (inrättande av myndigheter och indrivning av skatter), stötte man på häftigt motstånd från dalens invånare. I slutet av 1899 förklarade sig Acreflodens område till och med som självständig republik. Först efter flera militärexpeditioner lyckades Bolivia genomdriva sina anspråk. I juli 1901 slöt Bolivia ett arrendeavtal med ett amerikanskt konsortium, vilket ledde till en förnyad revolt bland befolkningen, med hemligt stöd från Brasilien.
18 november 1903 tillkom mellan Bolivia och Brasilien Petropolisfördraget, där den största delen av det omstridda området tilldelades Brasilien, som fick betala 2 miljoner brittiska pund och göra smärre territoriella gottgörelser på 3200 km².

## Referenser

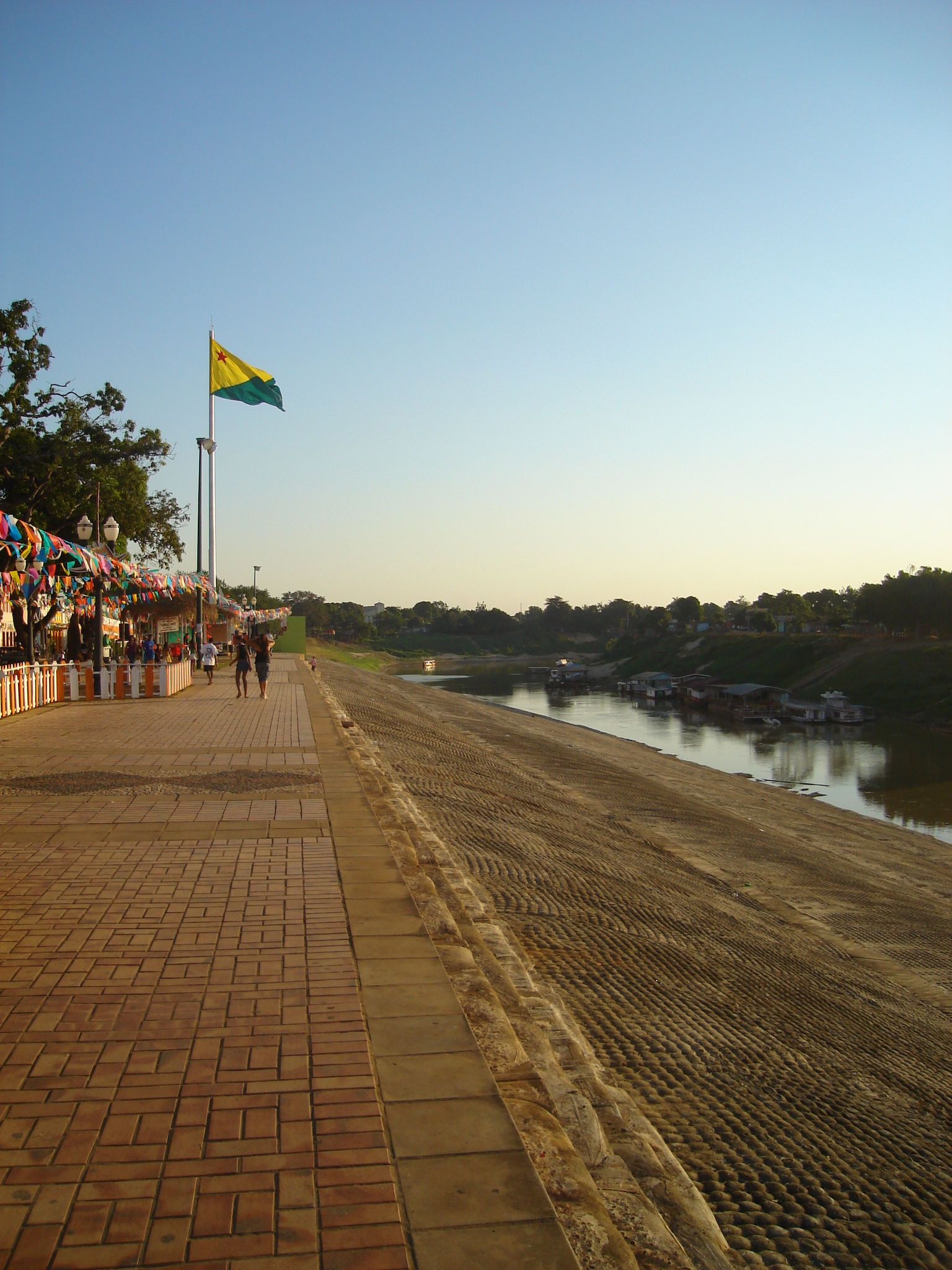
Acrefloden